# Ivonescimab
L'Ivonescimab, aussi désigné sous le nom de AK112, est un Anticorps monoclonal bispécifique capable de lutter contre différents types de cancers.

## Histoire
Il a été développé en Chine par la biotech Akeso. Celle-ci vend la licence pour le monde entier sauf la Chine à la société américaine Summit Therapeutics contrôlée majoritairement et dirigée par le milliardaire Robert Duggan.

## Mode d'action
L'ivonescimab cible, en même temps, la Protéine 1 de la mort cellulaire programmée (PD-1) et le Facteur de croissance de l’endothélium vasculaire (VEGF).

## Essais cliniques
Un essai clinique en double aveugle de phase 3 relatif à l'efficacité de l'ivonescimab combiné à la  chimiothérapie dans le Cancer bronchique non à petites cellules avec mutation d'EGFR est lancé en Chine en 2022. Les premiers résultats en mars 2023 montrent une survie significativement plus élevée des patients traités à l'ivonescimab, y compris par rapport à ceux traités avec les inhibiteurs les plus modernes de l'EGFR et de TKI.
Un autre essai clinique de phase 3 est en cours pour comparer l'effet de l'ivonescimab combiné à la  chimiotherapie avec le pembrolizumab (Keytruda) combiné à la  chimiotherapie, pour le traitement initial du cancer métastatique du Carcinome de l'épiderme pavimenteux non à petites cellules. Cet essai, démarré le 26 octobre 2023, doit aboutir avant le 20 décembre 2027.

## Mise sur le marché
En septembre 2024, la FDA classe l'ivonescimab en Fast Track.